# Vilhelmsro

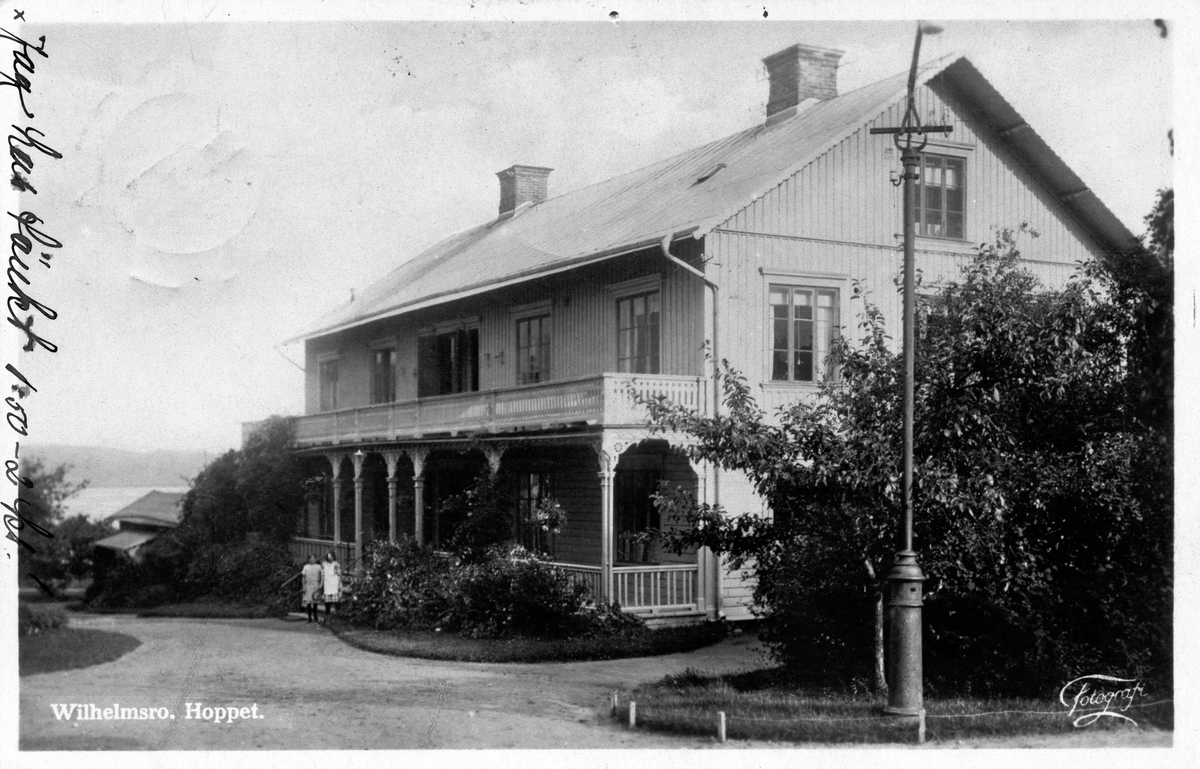
Byggnaden Hoppet på Viljelmsro, 1930 eller tidigare

Vilhelmsro var ett från  början privat vårdhem för barn bland annat med epilepsi i Kortebo vid Vättern strax norr om Jönköping. Det drevs senare i statlig och landstingskommunal regi för epileptiker, både barn och vuxna.
År 1872 köpte tulldistriktschefen Vilhelm Karström en liten gård fyra kilometer från Jönköping, där dottern Ebba Ramsay 1874 grundade ett "hem för vanföra Göteborgsbarn". Det fick namnet Vilhelmsro efter fadern. Tillsammans med sin skotska vän Eliza Hornbuckle grundade Ramsay 1878 en asyl på området som fick namnet Hoppet. Sedan en skola på området brunnit ned, lät hon 1882 uppföra en ny, även då med understöd från Eliza Hornbuckle.  Från 1889 specialiserades Vilhelmsro på barn med epilepsi och var vid denna tid det enda i landet av sitt slag.
Till en början vårdades där även förståndshandikappade, men på 1890-talet, då anstalten övertogs av en förening med stiftarens dotter, Helen Ramsay, som föreståndare, ändrades inriktningen så att Wilhelmsro endast tog emot barn med epilepsi. Senare utvidgades anstalten med särskilda arbetshem för vuxna epileptiker av båda könen. Det kvinnliga arbetshemmet öppnades 1914 i en villa i Bankeryd, omkring tio kilometer från Vilhelmsro. För män uppfördes 1916 en nybyggnad på Vilhelmsro. Ännu i sena ålderdomen var Ebba Ramsay verksam för vidareutveckling av epileptikervården i Sverige.
.
Till Vilhelmsro hörde Ceciliakyrkan, som byggdes 1880-1881. Den köptes 2014 av den grekisk-ortodoxa församlingen i Jönköping.
Verksamheten övertogs 1939 av staten och drevs som Statens anstalt för fallandesjuka. År 1967 blev Jönköpings läns landsting ny huvudman och drev inrättningen som Norra klinikerna. Verksamheten drogs efter hand ner och 1990 såldes marken till Jönköpings  kommun. Större delen av området har därefter sålts till det kommunala bolaget Vätterhem. På 2020-talet har bland annat anlagts äldreboendet Ceciliagården. Vätterhem haR sedan 2010-talet byggt upp en ny bostadsstadsdel med namnet Strandängen.

## Strandängen
Stadsdelen Strandängen är planerad for 1.300 bostäder i hyresrätter, bostadsrätter och egenägda radhus.
Den första etappen blev inflyttningsklar 2015 och bestod av den slingrande byggnaden Ormhuset med ett 80-tal lägenheter i ett hus med fyra–sju våningar i den södra delen av området, ritad av Tengboms arkitektkontor.